# Canon van Zeeland

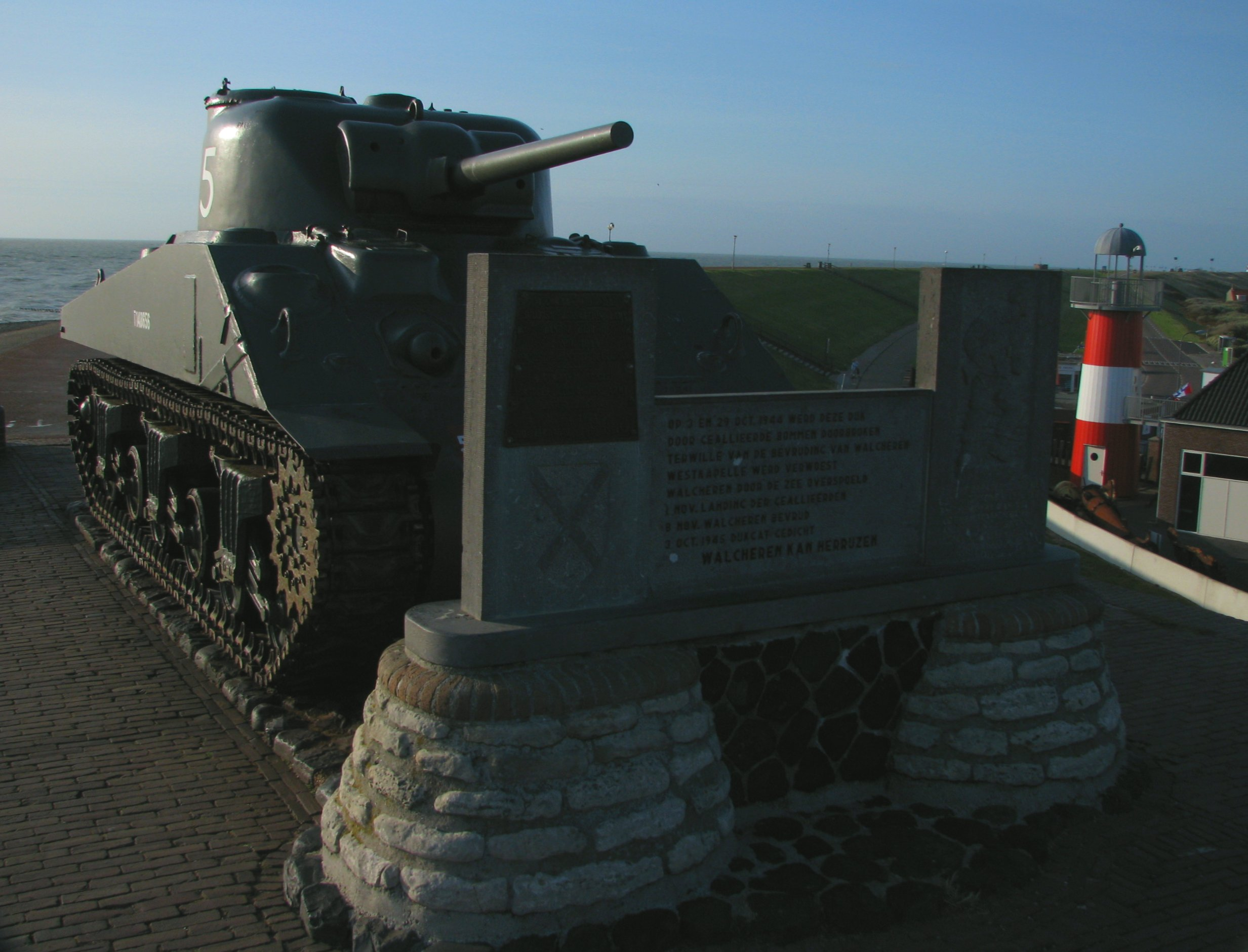
De tank in Westkapelle als herinnering aan de bevrijding van Walcheren (venster 45)

De Canon van Zeeland is een lijst van vijftig onderwerpen, vensters genoemd, die de belangrijkste ontwikkelingen markeren in de geschiedenis van Zeeland. Deze canon is bedoeld als aanvulling op de eerder verschenen Canon van Nederland, en de bedoeling is dat hij in het onderwijs wordt gebruikt. Net als de Canon van Nederland kent de Canon van Zeeland 14 thema's en 50 vensters.
De Canon van Zeeland is opgesteld door een commissie van deskundigen: de directeur van het Zeeuws Archief, de directeur van de SCEZ (tegenwoordig Erfgoed Zeeland), de vakreferent Zelandica van de Zeeuwse Bibliotheek (nu ZB Bibliotheek van Zeeland) en de dertien gemeentearchivarissen van Zeeland. Over tien van de vensters is aan de Zeeuwse bevolking om de mening gevraagd, en werd de keuze uit twee mogelijkheden geboden. Uiteindelijk heeft een jury onder leiding van Kees Slager over deze tien punten, naar aanleiding van de reacties van het publiek, een beslissing genomen.
De Canon is gepresenteerd op 28 november 2008.

## De veertien thema's
De hoofdlijnen van de Canon zijn gegroepeerd rond 14 hoofdthema's, die als uitgangspunt hebben gediend voor de invulling van de vensters. Bij elk thema horen een of meer van de vensters.
1. De Zeeuwse Delta
2. Aan de buitenrand van Europa en de Nederlanden
3. Een gekerstend land
4. Taal en cultuur
5. Verstedelijkt land en handelsknooppunten aan de monding van de Schelde
6. Het ontstaan van het gewest Zeeland en de verhouding tot de Republiek der Zeven Verenigde Nederlanden
7. Zeelands Gouden Eeuw
8. Koopmansgeest en koloniale macht
9. Eenheidsstaat
10. Het ontstaan van de moderne samenleving
11. De tijd van de wereldoorlogen
12. Wederopbouw en verzorgingsstaat, democratisering, ontkerkelijking en toerisme
13. Zeeland krijgt kleur
14. Zeeland in Europa

## De vijftig vensters
| Nummer | Periode             | Titel                                                    | Afbeelding |
| ------ | ------------------- | -------------------------------------------------------- | ---------- |
| 1.     | ca. 4000 v. Chr.    | Land van Saeftinghe                                      |            |
| 2.     | ca. 150-250         | Nehalenniatempel Colijnsplaat                            |            |
| 3.     | ca. 690             | Willibrordusput (Zoutelande)                             |            |
| 4.     | ca. 875             | Ringwalburg Burgh                                        |            |
| 5.     | ca. 1000 - 1200     | Vliedberg Wemeldinge                                     |            |
| 6.     | 1123                | Abdij Middelburg                                         |            |
| 7.     | ca. 1200 - 1300     | Reynaert de Vos                                          |            |
| 8.     | ca. 1200 - 1500     | Zoutzieden bij Zierikzee                                 |            |
| 9.     | 1229                | Slot Moermond Renesse                                    |            |
| 10.    | 1242                | Keur van de Vier Ambachten                               |            |
| 11.    | 1312                | Hellenburg Baarland                                      |            |
| 12.    | ca. 1375            | Kerktoren 's-Heer Arendskerke                            |            |
| 13.    | ca. 1350 - 1396     | Willem Beukelsz. van Biervliet                           |            |
| 14.    | ca. 1400 - 1900     | Meekrap                                                  |            |
| 15.    | ca. 1539            | Schotse Huizen Veere                                     |            |
| 16.    | 1540                | Westkappelse Zeedijk                                     |            |
| 17.    | 1566                | Hagenpreken bij Dishoek                                  |            |
| 18.    | 1574                | Wandtapijten Staten van Zeeland                          |            |
| 19.    | ca. 1598            | Herbedijking en polders Noord-Beveland                   |            |
| 20.    | 1602                | VOC kamer Zeeland                                        |            |
| 21.    | 1608                | Willem Teellinck en de Nadere Reformatie                 |            |
| 22.    | 1608                | Telescoop                                                |            |
| 23.    | 1615 - 1621         | Stadswallen Hulst                                        |            |
| 24.    | 1577 - 1660         | Jacob Cats                                               |            |
| 25.    | 1631                | Ondergang Reimerswaal                                    |            |
| 26.    | ca. 1602 - 1647     | François Rijckhals                                       |            |
| 27.    | 1607 - 1676         | Michiel de Ruyter                                        |            |
| 28.    | 1667                | Fort Zeelandia                                           |            |
| 29.    | 1696                | De Cronyk van Zeeland                                    |            |
| 30.    | 1707                | Vlissingse kapers veroveren de Bourbon                   |            |
| 31.    | 1726                | Het buiten Toorenvliedt                                  |            |
| 32.    | 1730                | Slavenhandel en slavernijmonument                        |            |
| 33.    | ca. 1750 - ca. 1900 | De Zeeuwse schuur en ontstedelijking                     |            |
| 34.    | 1769                | Koninklijk Zeeuws Genootschap der Wetenschappen          |            |
| 35.    | 1787                | Huizen patriotten geplunderd                             |            |
| 36.    | 1796                | Pieter Paulus president van de Nationale Vergadering     |            |
| 37.    | 1830                | Ledel in de slag bij Kapitale Dam                        |            |
| 38.    | 1847                | Zeeuwse landverhuizers                                   |            |
| 39.    | 1828 - 1872         | Johannes Hendrik van Dale                                |            |
| 40.    | 1870 - 1873         | Aanleg Kanaal door Walcheren                             |            |
| 41.    | 1871                | Oesterput Yerseke                                        |            |
| 42.    | 1885                | Henriëtta van der Mey, de eerste redactrice in Nederland |            |
| 43.    | 1908 - 1916         | Mondriaan in Domburg                                     |            |
| 44.    | 1918                | Anti-annexatiebetoging in Den Haag                       |            |
| 45.    | 1944                | Tank Westkapelle - bevrijding van Walcheren              |            |
| 46.    | 1953                | Watersnood 1953                                          |            |
| 47.    | 1955                | Molukkerkamp Westkapelle                                 |            |
| 48.    | 1957                | Televisietoren Goes                                      |            |
| 49.    | 1965                | Zeelandbrug                                              |            |
| 50.    | 1973                | Kerncentrale Borssele                                    |            |